# Encyclopaedia Metallum
Encyclopaedia Metallum: The Metal Archives (ofte blot Metal Archives efter adressen eller MA) er en webside med en database over bands fra diverse former for heavy metal-musik. Der er dog undtagelser for bands som falder under tvivlsomme genrer, og disse accepteres ikke af websiden.
Encyclopaedia Metallum forsøger at give yderligere information om hvert band, såsom en diskografi, logoer, billede, sangtekster, line-ups, biografi og brugeranmeldelser af album.
Siden har også et system beregnet på at indsende bands til arkivet, og brugere opfordres til at bruge det. Pr. november 2010 indeholder siden over 75.000 bands, over 177.000 udgivelser, over 54.000 anmeldelser og over 241.000 registrerede brugere (hvoraf over 175.000 er "aktive").

## Fodnoter
1. ↑  "Encyclopaedia Metallum' statistics". Arkiveret fra originalen 18. juni 2011. Hentet 11. december 2007.